# 핀홀 카메라 모델

바늘구멍 사진기 다이어그램

핀홀 카메라 모델(pinhole camera model)은 3차원 공간의 한 점 좌표와 이상적인 바늘구멍 사진기의 이미지 평면에 대한 투영 간의 수학적 관계를 설명한다. 여기서 카메라 조리개는 점으로 설명되며 빛의 초점을 맞추는 데 렌즈가 사용되지 않는다. 예를 들어, 모델에는 렌즈와 유한 크기 조리개로 인해 발생하는 기하학적 왜곡이나 초점이 맞지 않는 물체의 흐림이 포함되지 않는다. 또한 대부분의 실제 카메라에는 개별 이미지 좌표만 있다는 점을 고려하지 않았다. 이는 핀홀 카메라 모델이 3D 장면에서 2D 이미지로의 매핑에 대한 1차 근사치로만 사용될 수 있음을 의미한다. 그 유효성은 카메라 품질에 따라 달라지며, 일반적으로 렌즈 왜곡 효과가 증가함에 따라 이미지 중앙에서 가장자리로 갈수록 유효성이 감소한다.
핀홀 카메라 모델이 고려하지 않는 일부 효과는 예를 들어 이미지 좌표에 적절한 좌표 변환을 적용하여 보상할 수 있다. 다른 효과는 고품질 카메라를 사용하는 경우 무시할 수 있을 정도로 작다. 이는 핀홀 카메라 모델이 컴퓨터 비전 및 컴퓨터 그래픽과 같이 카메라가 3D 장면을 어떻게 묘사하는지에 대한 합리적인 설명으로 자주 사용될 수 있음을 의미한다.

## 같이 보기
- 입사동공
- 출사동공
- 이븐 알하이삼
- 바늘구멍 사진기